# FINE (Fine Is Not Emacs)
Pour les articles homonymes, voir Fine.
FINE est un éditeur de texte de la famille Emacs, écrit en BLISS-10 par Mike Kazar à l'université Carnegie-Mellon au début des années 1980. Son nom est un acronyme récursif qui signifie en anglais « Fine Is Not Emacs » (littéralement, « Fine n'est pas Emacs»).